# Bothmerstraße 19 (München)

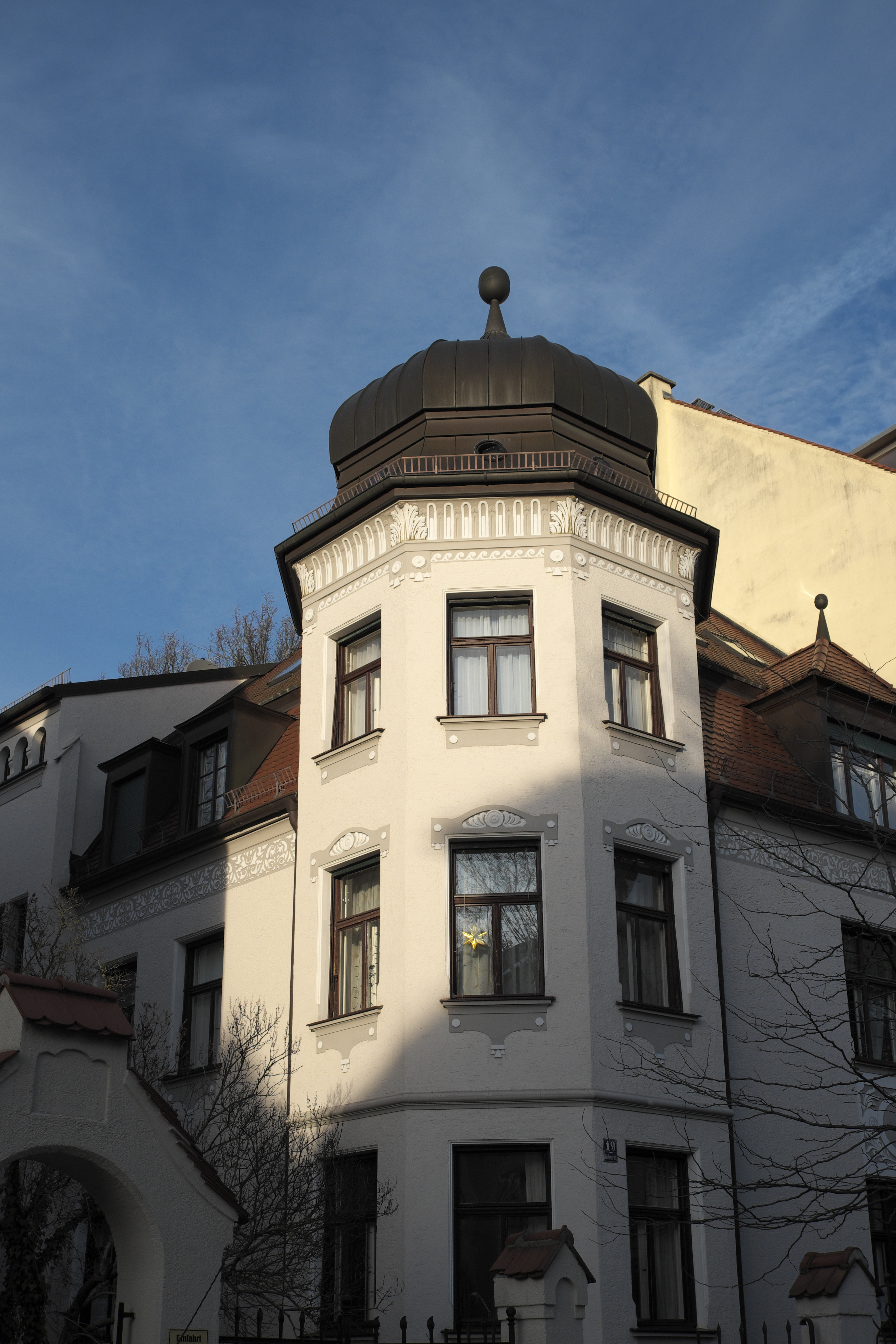
Haus Bothmerstraße 19 in München-Neuhausen

Das Haus Bothmerstraße 19 ist eine denkmalgeschützte Villa im Münchner Stadtteil Neuhausen.
Das dreigeschossige Eckhaus wurde um 1900 in barockisierendem Jugendstil errichtet. Der vom Erdgeschoss ausgehende Erkerturm an der Ecke wird von einer Kuppel mit Dachknauf bekrönt. Die Fenster und die Zone unterhalb des Dachses sind mit Stuckverzierungen, z. B. am Eckturm mit einem Fries, der als Laufender Hund bezeichnet wird, geschmückt.